# 鈴木彩夏 (競輪選手)
鈴木 彩夏（すずき あやか、1995年4月14日 - ）は、千葉県出身の女子競輪選手。日本競輪選手会東京支部所属、ホームバンクは松戸競輪場。日本競輪学校（当時。以下、競輪学校）第110期生。師匠は実父でもある鈴木康雄（53期）。

## 経歴
中学時代は柔道、高校時代にはサッカーに打ち込んでいた。競輪選手の父に勧められ、競輪選手を志したという。
2013年12月20日、競輪学校第108回技能試験に合格。しかし、第1回学科卒業認定考査をクリアできなかったため第110回生としてやり直した。在校競走成績は10位（10勝）。
2016年7月31日、高知競輪場でデビューし5着。初勝利は2018年1月24日の名古屋競輪場で挙げた。